# الجبل الأيرلندي
الجبل الأيرلندي، هو جبل يقع في جبال كاتسكيل في نيويورك جنوب غرب غراند جورج. يقع الجبل الأيرلندي جنوب شرق سلسلة جبال موريسفيل وشمال جبل شولتيس ‏.